# Кокиния
Вижте пояснителната страница за други значения на Кокиния.
Кокиния или Сувин (на гръцки: Κοκκινιά; до 1927 година: Σούμπινο, Субино), е село в Република Гърция, в дем Гревена, област Западна Македония. 

## География
Селото е разположено на 685 m надморска височина, на около 15 km северно от град Гревена. Землището му се простира по дясната (югозападна) страна на река Бистрица (Алиакмонас). Край селото в местността Мостовете, се намира Пашин мост на река Бистрица, който е защитен исторически паметник.

## История

### В Османската империя
В края на ХІХ век Сувин е смесено мюсюлманско-християнско гръкоезично чифлишко село в северната част на Гребенската каза на Османската империя. Според статистиката на Васил Кънчов в 1900 година в Сувинъ (Сволянъ) живеят 80 валахади (гръкоезични мюсюлмани) и 100 гърци християни. Според статистика на гръцкото консулство в Еласона от 1904 година в Σούμπινο има 150 валахади и 100 гърци християни.

### В Гърция
През Балканската война в 1912 година в селото влизат гръцки части и след Междусъюзническата в 1913 година Сувин остава в Гърция.
В средата на 1920-те години мюсюлманската част от населението на селото е изселено в Турция по силата на Лозанския договор и на негово място са заселени понтийски гърци бежанци от Турция. В 1928 година селището е представено като смесено от коренни местни жители и новодошли бежанци като последните са 52 семейства или 185 жители.
През 1927 година името на селото е сменено на Кокиния.
Населението произвежда жито, овошки и други земеделски култури, като частично се занимава и със скотовъдство.
| Година    | 1913 | 1920 | 1928 | 1940 | 1951 | 1961 | 1971 | 1981 | 1991 | 2001 | 2011 | 2021 |
| --------- | ---- | ---- | ---- | ---- | ---- | ---- | ---- | ---- | ---- | ---- | ---- | ---- |
| Население | 518  | 459  | 573  | 551  | 517  | 409  | 301  | 293  | 273  | 229  | 223  | 125  |